# Christophe Plé
Christophe Plé (ur. 29 kwietnia 1966 w Aime) – francuski narciarz alpejski. Najlepszym wynikiem Plé na mistrzostwach świata było 9. miejsce w zjeździe na mistrzostwach w Morioka. Zajął także 12. miejsce w kombinacji na igrzyskach w Calgary. Najlepsze wyniki w Pucharze Świata osiągnął w sezonie 1987/1988, kiedy to zajął 20. miejsce w klasyfikacji generalnej, a w klasyfikacji zjazdu był siódmy.

## Sukcesy

### Puchar Świata

#### Miejsca w klasyfikacji generalnej
- 1987/1988 – 20.
- 1990/1991 – 63.
- 1991/1992 – 103.
- 1992/1993 – 33.
- 1993/1994 – 54.
- 1994/1995 – 52.
- 1995/1996 – 101.

#### Miejsca na podium
1. Beaver Creek – 11 marca 1988 (zjazd) – 2. miejsce